# اچ‌دی ۴۲۰۸
اچ‌دی ۴۲۰۸ یک ستاره است که در صورت فلکی سنگتراش قرار دارد.